# Bleyckhof

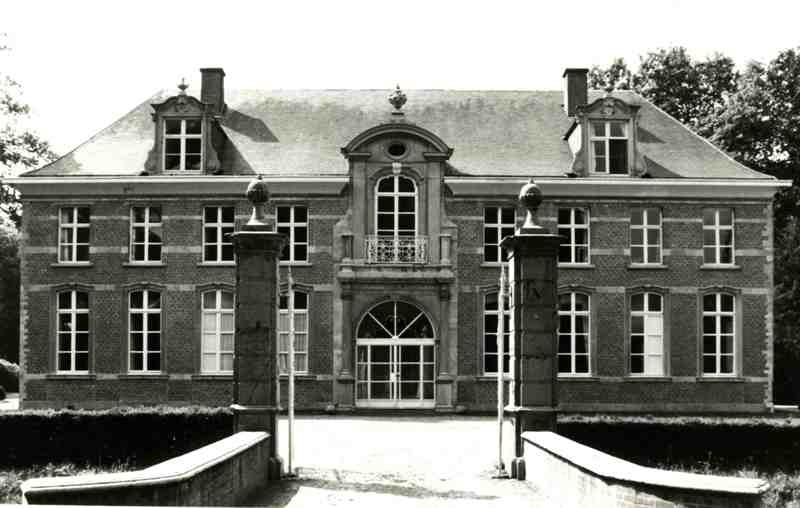
Bleyckhof

Het Bleyckhof is een kasteel in de tot de Antwerpse gemeente Ranst behorende plaats Oelegem, gelegen aan Schildesteenweg 92-94.

## Geschiedenis
In 1699 werd door landvoogd Maximiliaan II Emanuel van Beieren de invoer van weefsels en de uitvoer van wol geblokkeerd. Dit leidde onder meer door de oprichting van textielblekerijen. Aldus werd in Borgerhout een dergelijke blekerij opgericht.
Deze was succesvol en daarom stichtte ene Joannes Van der Smissen in 1748 ook een dergelijk bedrijf in Oelegem. Het water voor het wassen van het textiel werd onttrokken aan het Groot Schijn. Aan dit bedrijf kwam omstreeks 1830 een einde, toen in toenemende mate chemische bleekmiddelen in zwang kwamen. Bij de blekerij werd ook een kasteelachtig woonhuis gebouwd dat als zodanig dienst bleef doen.

## Gebouw
Het kasteel van 1748 werd gebouwd op rechthoekige plattegrond. Samen met hovenierswoning, stalling en koetshuis is het gelegen op een door een rechthoekige gracht omgeven terrein. Genoemde dienstgebouwen zijn van het 1e kwart van de 20e eeuw.